# Merkovity Norbert
Merkovity Norbert (Szabadka, 1980. augusztus 30. –) politológus, politikai kommunikáció kutatója, egyetemi oktató.

## Pályája
1999-ben érettségizett a szabadkai Svetozar Markovic Gimnáziumban. Egyetemi diplomáját a Szegedi Tudományegyetem kommunikáció szakán szerezte 2006-ban. Egyetemi tanulmányai alatt Politikaelméleti Speciális Képzésen vett részt. Doktori tanulmányait 2006-tól a Szegedi Tudományegyetem Állam- és Jogtudományi Kar Doktori Iskolájában végezte el. 2011-ben sikeresen védte meg doktori disszertációját. 2006-tól egyetemi oktató, kurzusai a politikai kommunikációhoz kapcsolódnak. 2011-től a Szegedi Tudományegyetem Politológiai Tanszékének oktatója és kutatója. Angol, szerb, horvát nyelveken beszél.

## Kutatásai
Kutatásaival a politikai kommunikáció használatát az internetes közösségi oldalakon vizsgálja. Eddigi eredményei mediatizáció átalakulását önmediatizációba, médialogika megrendelülését és hálózati logikába fordulására mutattak rá. Véleménye szerint a technológiai változások a társadalom számos szegmensét érintik, emiatt tűnhet úgy, hogy ami még működött pár éve a politikai kommunikációban, az mára már idejétmúlt. A közösségi hálózati oldalak tehát nem forradalmasítják a politikai kommunikációt, pusztán a fejlődését segítik. A hagyományos politikai kommunikációhoz képest a médiarendszer jelentősége csökken, a politikai rendszer szereplői finomíthatják a kommunikációs stratégiáikat, míg a választók/állampolgárok hatásosan fejezhetik ki politikai szándékaikat.
A Bevezetés a hagyományos és az új politikai kommunikáció elméletébe című könyve az első magyar nyelven írott könyv, amely a politikai kommunikációt dolgozza fel.
2007 óta jelennek meg tanulmányai, első könyve 2012-ben jelent meg. Több konferencia előadást tartott magyar és angol nyelven.

## Támogatott kutatások, ösztöndíjak, díjak és szakértői munkák
- Kutató az ISCH COST Action IS1308 projektben (A kutatás címe: Populist Political Communication in Europe: Comprehending the Challenge of Mediated Political Populism for Democratic Politics), a kutatás időtartama: 2014–2018.
- Vezető kutató az OTKA PD 108908 pályázatban. A pályázat címe: Új politikai kommunikáció: Közösségi hálózati oldalak és a politikai kommunikáció (PD 108908). Támogatás időtartama: 2013–2015.
- Konvergencia-Magyary Zoltán Posztdoktori Ösztöndíj-2012 (A2-MZPD-12). Pályázat címe és azonosítója: A közvetlen demokrácia lehetőségei az új információs és kommunikációs technológiákon (A2-MZPD-12-0254). Ösztöndíj időtartama: 2013–2014.
- Kutatásvezető, kutató az ÁROP-2.2.19 – Elektronikus képzési és távoktatási anyagok készítése című projektben, 2013–2014.
- Tananyagfejlesztő az ÁROP-2.2.13 – Közigazgatási Vezetői Akadémia című projektben. Tananyagfejlesztés, 2013.
- Oktató-tréner az ÁROP- 2.2.20 – Kormányablakok munkatársainak képzése című projektben (5. modul oktatása: ügyfélszolgálati készségfejlesztés). Oktatás, 2013.
- Kommunikációs szakértő az e-Kormányzati portálok elemzésében és javításában a Support to e-Government Development projektben (projektazonosító: 10SER01 01 31, EuropeAid/129913/C/SER/RS). Szakértő 2012-ben.
- The University of Newcastle, Faculty of Business and Law, Faculty Research Project Grant és Centre for Institutional and Organisational Studies Research Institute, kutatási támogatás a Politics and Social Networking – A Preliminary Investigation című projektért, 2012.
- Pólay Elemér Alapítvány ösztöndíjasa, 2012.
- 2nd International Summer School in Political Communication and Electoral Behaviour nyári egyetem ösztöndíjasa, Milánó, 2010.
- Századvég Alapítvány publikációs ösztöndíjasa, 2009.
- A Progresszív Politika folyóirat és a DEMOS Hungary Alapítvány publikációs pályázatán elért első hely, 2009.
- Network for Teaching Information Society (NETIS Project), nemzetközi publikációs pályázatának keretében megjelent tanulmány, 2008.
- Szabó Miklós Alapítvány ösztöndíjasa, 2006.
- Részvétel az Interreg III.A Magyarország - Románia és Szerbia-Montenegró határon átnyúló együttműködési program lebonyolításában (támogatási szerződés száma: HU-RO-SCG-1/286), 2006.

## Tagságok
- European Communication Research and Education Association, tag (2013-)
- Central European Journal of Communication, szerkesztőbizottsági tag (2012-)
- Médiakutató folyóirat, szerkesztőbizottsági tag (2011-)
- International Communication Association, tag (2010-)
- Magyar Politikatudományi Társaság, tag (2009-)

## Főbb művei
- Politikai kommunikáció-kutatások a közösségi média korában (szerk.). Szeged: Primaware, 2014.
- Hungarian MPs' Response Propensity to Emails. In: Ashu M. G. Solo (szerk.): Political Campaigning in the Information Age. Hershey: IGI Global, Information Science Reference, 2014. pp. 305–317.
- Médialogika a horizontális hálózatok kommunikációjában. Információs Társadalom, 2013, 13/3–4, 43–58.
- Bevezetés a hagyományos és az új politikai kommunikáció elméletébe. Pólay Elemér Alapítvány, Szeged, 2012.
- Hungarian Party Websites and Parliamentary Elections. Central European Journal of Communication, 2011/ősz, 207–223.
- Párthonlapok az országgyűlési választások idején. Médiakutató 2010:(ősz) pp. 83–92.